# Stefano Candiani
Stefano Candiani (Busto Arsizio, 11 dicembre 1971) è un politico italiano, dal 13 ottobre 2022 deputato alla Camera per la Lega per Salvini Premier.
È stato senatore della Repubblica dal 15 marzo 2013 al 12 ottobre 2022 per la Lega Nord, ricoprendo diversi incarichi parlamentari e di partito, e sottosegretario di Stato al Ministero dell'Interno dal 13 giugno 2018 al 5 settembre 2019 nel governo Conte I.

## Biografia
Nato a Busto Arsizio (Varese) ma originario di Tradate (Varese), inizia la propria militanza politica nella Lega Nord di Umberto Bossi, dove tra il 1996 e il 1998 ricopre l'incarico di segretario della sezione di Tradate. Nel 1997 viene nominato assessore alla cultura, all'istruzione, allo sport e al tempo libero nella giunta comunale di Tradate guidata dal leghista Dario Galli e rimanendo in carica fino al 2002.
Alle elezioni comunali in Lombardia del 2002 si candida a sindaco di Tradate, sostenuto dalla coalizione di centro-destra Casa delle Libertà formata da Forza Italia, Lega Nord, Alleanza Nazionale e Unione di Centro, risultando eletto al primo turno col 60,03% dei voti e superando i candidati Luigi Luce de L'Ulivo (31,16%) e Carlo Uslenghi della lista Città Nuova (9,81%). Viene riconfermato alle successive amministrative del 2007 al primo turno con il 67,63% dei voti.
Dal 2012 è consigliere comunale di Tradate, venendo poi rieletto nel 2017, nel 2019 e nel 2024.
All'interno della Lega Nord ha ricoperto gli incarichi di responsabile provinciale degli Enti locali di Varese (2005-2007), commissario/segretario provinciale di Varese (2007-2011) e direttore dei dipartimenti e consulte dell'Ufficio politico federale (2012-2013).
Durante la campagna elettorale delle elezioni regionali in Lombardia del 2013 è stato coordinatore regionale della lista Maroni Presidente e capo staff del candidato alla presidenza della Regione Roberto Maroni.

### Elezione a senatore
Alle elezioni politiche del 2013 viene eletto al Senato della Repubblica nelle liste della Lega Nord nella circoscrizione Lombardia, non risultando invece eletto alla Camera dei Deputati nella circoscrizione Lombardia 1.
Il 15 luglio 2014 presenta come primo firmatario un emendamento al ddl Boschi sulla Riforma del Senato che attribuisce al nuovo Senato composto da presidenti di regione, sindaci e consiglieri regionali competenze paritarie con la Camera dei deputati in materie di cui agli art. 29 (famiglia) e art. 32 secondo comma (libertà di cura) della Costituzione Italiana che viene approvato il 31 luglio 2014, a scrutinio segreto, con 154 sì, 147 no e 2 astenuti, nonostante il parere contrario del governo.
Nell’autunno 2013 viene nominato commissario della Lega Nord Umbria, incarico che riveste fino a giugno 2018, quando alle elezioni politiche di quell'anno per la prima volta la Lega riesce ad eleggere in Umbria quattro parlamentari (due deputati e due senatori). Dal giugno 2018 viene, quindi, nominato da Matteo Salvini commissario della Lega per la Sicilia.

### Rielezione al Senato e Sottosegretario agli Interni
Alle elezioni politiche del 2018 viene ricandidato al Senato nel collegio uninominale Lombardia - 11 (Varese), sostenuto dalla coalizione di centro-destra in quota Lega, venendo rieletto senatore con il 49,27% dei voti e superando i candidati del Movimento 5 Stelle Gianluigi Paragone (22,91%) e del centro-sinistra, in quota Partito Democratico, Alessandro Alfieri (22,31%). Nel corso della XVIII legislatura ha fatto parte della 9ª Commissione Agricoltura e produzione agroalimentare (2018-2019), venendo sostituito per l'incarico di governo che occupa da Paolo Arrigoni prima e Paolo Ripamonti poi, della 14ª Commissione Politiche dell'Unione europea (2019-2022) e della Commissione parlamentare d'inchiesta sul gioco illegale e disfunzioni del gioco pubblico (2021-2022), oltre a ricoprire gli incarichi di vice-capogruppo vicario e segretario d'aula del gruppo parlamentare della Lega "Lega Salvini Premier - Partito Sardo d'Azione" al Senato.
In seguito alla nascita del governo tra la Lega e il Movimento 5 Stelle, il 13 giugno 2018 viene nominato dal Consiglio dei Ministri sottosegretario di Stato al Ministero dell'interno nel governo Conte I, affiancando Salvini come ministro e vicepremier e rimanendo in carica fino alla fine del governo il 5 settembre 2019.

### Elezione a deputato
Alle elezioni politiche anticipate del 2022 viene candidato alla Camera dei deputati nel collegio uninominale Lombardia 2 - 02 (Busto Arsizio), sostenuto dalla coalizione di centro-destra in quota Lega per Salvini Premier, risultando eletto deputato con il 53,44% dei voti e superando la principale candidata del centro-sinistra Federica Gasbarro (23,5%). Nella XIX legislatura è segretario della Commissione parlamentare di Vigilanza Rai, componente della 14ª Commissione Politiche dell'Unione europea e della Giunta delle elezioni.